# Pouteria butyrocarpa
Pouteria butyrocarpa är en tvåhjärtbladig växtart som först beskrevs av João Geraldo Kuhlmann, och fick sitt nu gällande namn av Terence Dale Pennington. Pouteria butyrocarpa ingår i släktet Pouteria och familjen Sapotaceae. IUCN kategoriserar arten globalt som starkt hotad. Inga underarter finns listade i Catalogue of Life.